# Isotype

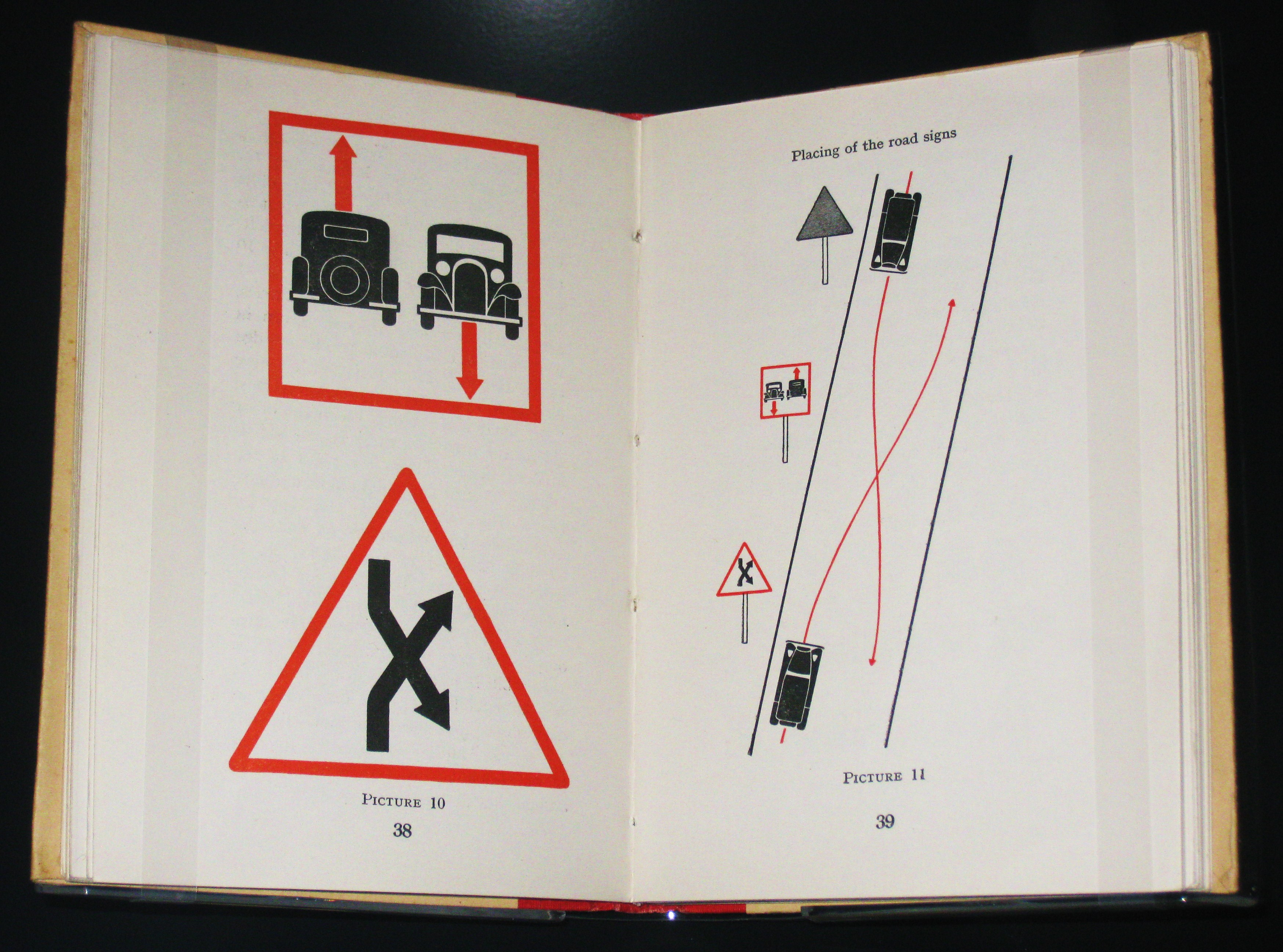
Seiten eines Buchs von Otto Neurath (1937)

Das Isotype wurde in den Jahren ab 1925 ursprünglich als Wiener Methode der Bildstatistik von dem österreichischen Volks- und Arbeiterbildner Otto Neurath und seinem Team des Gesellschafts- und Wirtschaftsmuseums Wien entwickelt. Es steht (seit 1934) als Akronym für International System of Typographic Picture Education (deutsch: Internationales System bildhafter Erziehung).

## Entstehung und Entwicklung
Die Bildpädagogik wurde als System mit einem Lexikon von Piktogrammen und einer Grammatik (Kombinationsregeln der Piktogramme) entwickelt. Es sollte in der Lage sein, auch denjenigen einen Zugang zu Bildung zu verschaffen, denen bis dahin die bildungsbürgerlich geprägten Bildungsformen verwehrt waren, die nicht oder nur begrenzt über die Schriftsprache verfügen konnten und somit eine grundlegende Kulturtechnik vermissten, mit der sie sich hätten Wissensbestände selbsttätig aneignen können.
Deshalb sollte die (nicht bildungsbürgerlich tradierte) Bildpädagogik nicht auf einer Kulturtechnik fußen, sondern auf einer anthropologischen Konstanten, der Assoziationsfähigkeit. Sie sollte Hemmungen abbauen und den Betrachter kognitiv aktivieren, um letztlich volkswirtschaftliches Wissen vermittlungseffizient, neutral und wissenschaftlich korrekt zu vermitteln.
Insofern leitet sich die Bildpädagogik aus dem Bildungsbegriff Otto Neuraths ab und setzt die dort formulierten Bildungsideale vermittlungsmethodisch in einer grafischen Gestalt um.
Auch wenn Neurath sich gemeinsam mit Marie Reidemeister, spätere Neurath, und Gerd Arntz vor allem mit der Entwicklung der Vermittlungsbilder beschäftigte, sollten die Konstruktionsregeln auch übertragbar werden auf andere visuelle Medien wie Modelle oder Trickfilme. Versucht hat sich Neurath an Filmen (s. Werke) und hat mit seinem Team die Isotype-Regeln auf die Sprache anzuwenden versucht (s. International Picture Language). Das Isotype steht deshalb für einen umfassenden praktizierten Methodenbegriff, der über die vielzitierten Bilder hinausgeht.

### Entwicklungsstadien
Weil sich im praxisimmanenten Entwicklungsprozess des Isotype die konkreten Fragen der Umsetzung als schwierig erwiesen, unterschieden sich die frühen Vermittlungsbilder zum Teil sehr von den späteren. Das Isotype wurde eingesetzt auf Aufstellungstafeln, in Publikationen, auf Flyern und als Kombination von Text und Bild.
Letztlich entstanden Vermittlungsbilder, die aus einzelnen, miteinander nach bestimmten Regeln kombinierten Zeichen aufgebaut waren. Sie waren weitestgehend ohne Schriftsprache konzipiert, folgten dem Anspruch hoher Standardisierung und waren auf einfachste Schemata reduziert.
Dabei lassen die bildpädagogischen Publikationen verschiedene Entwicklungsstadien des Isotype erkennen: Sind mit Die bunte Welt noch verschiedene Inkonsistenzen zu erkennen, die den formulierten Regeln nicht immer entsprechen, hat das GWM mit der Publikation Gesellschaft und Wirtschaft 1930 ein relativ geschlossenes Vermittlungssystem vorgelegt, das eine sichere Beherrschung des bildpädagogischen Handwerkes zeigt. Mit der 1932 erschienenen Mappe Technik und Menschheit wurde die Bildpädagogik wiederum systematischer und experimentierte mit der Darstellung komplexerer Aussagen. Das Buch Modern Man in the Making von 1939 experimentierte dagegen nicht mit inhaltlicher Komplexität, sondern versuchte sich in abstrakterer Darstellungsweise und lotete damit den Gültigkeitsrahmen des Isotype aus.

### Didaktik

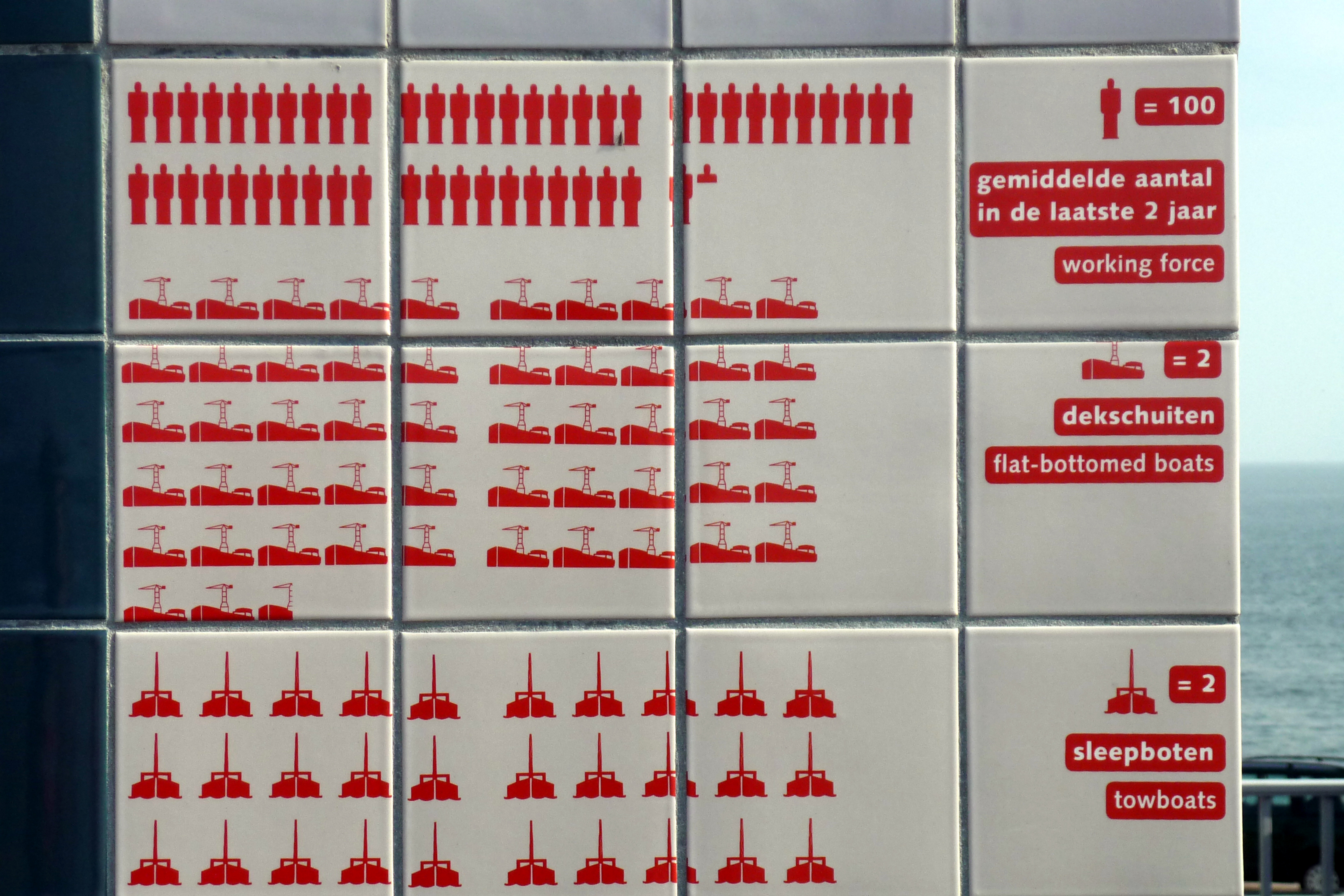
Statistik mit Isotype auf dem Abschlussdeich

Didaktisch wurden die sozialwissenschaftlichen Darstellungen bereits 1927 von gesundheitsbezogenen Themen, später durch Kunstgeschichte, Geschichte und Naturwissenschaften ergänzt.

### Zielgruppe
Auch in Hinblick auf den Adressaten hat sich die bildpädagogische Praxis verändert: War die Entwicklungsidee vor allem dem methodischen Bedarf geschuldet, der sich im Zusammenhang der Arbeiterbildung zeigte, erkannte Neurath schnell ihre Übertragbarkeit auf andere Adressaten, weitete die Versuche mit ihr auf bestimmte Wiener Schulen aus und publizierte 1929 das erste Kinderbuch, Die bunte Welt. Dementsprechend war der museale und publikationsbezogene Einsatz des Isotype keinesfalls zwingend mit der Arbeiterschaft verknüpft, sodass das Isotype seinen Schwerpunkt verschob: Es war auch und wurde immer mehr zum global-gesellschaftlichen Kommunikationsmittel.

### Struktur
Sollte die Wiener Methode wissenschaftlich sein, vermittlungseffizient und aktivierend, wurde sie im Konkreten durch drei Ansprüche bestimmt: Sie verzichtete so weit wie möglich auf Schriftsprache. Sie setzte im Sinne einer hohen Standardisierung lexikalische und grammatische Regeln um, die eine eindeutige Zuordnung von Darzustellendem und Dargestelltem ordnete. Außerdem reduzierte sie komplexe Figuren und Sachstrukturen auf ihre wesentlichen Elemente und Schemata.
Diese Grundfiguren der Visualität, der Systematisierung und der Reduktion wurden anhand von Vermittlungsbildern erarbeitet, die Zeichen letztlich auf eine Art miteinander kombinierten, dass komplexe, wissenschaftliche Sachverhalte darstellbar wurden.
Selbst vermeintlich zeitlose Zeichen sind ein Jahrhundert später schwer zu interpretieren, wie z. B. eine kleine dreieckige Form, die für Zucker stand, basierend auf einer vertrauten pyramidenförmigen Papierverpackung für einzelne Zuckerportionen in Europa zu Beginn des 20. Jahrhunderts.

## Werke

### Publikationen (Auswahl)
- Gesellschafts- und Wirtschaftsmuseum Wien: Die bunte Welt. Arthur Wolf Verlag, Wien 1929.
- Gesellschafts- und Wirtschaftsmuseum Wien: Gesellschaft und Wirtschaft. Bildstatistisches Elementarwerk. Bibliographisches Institut, Leipzig 1930.
- Gesellschafts- und Wirtschaftsmuseum Wien: Technik und Menschheit. 3 Hefte. Deutscher Verlag für Jugend und Volk, Wien/Leipzig 1932.
- Otto Neurath: International Picture Language. Kegan Paul, London 1936.
- Otto Neurath: Basic by Isotype. Kegan Paul, London 1937.
- Otto Neurath: Modern man in the making. Alfred Knopf, New York / London 1939.
- K. B. Smellie: America and Britain. Our two democracies at work. George G. Harrap & Co., London / Toronto / Bombay / Sydney 1944.

### Filme
- Blood transfusion (Paul Rotha) 1941
- A few ounces a day (Paul Rotha) 1941
- Defeat diphteria (Paul Rotha) 1941
- Worker and warfront (Paul Rotha) 1942–46
- Defeat tuberculosis (Paul Rotha) 1944
- World of plenty (Paul Rotha) 1945
- Land of promise (Paul Rotha) 1946